# XLFD

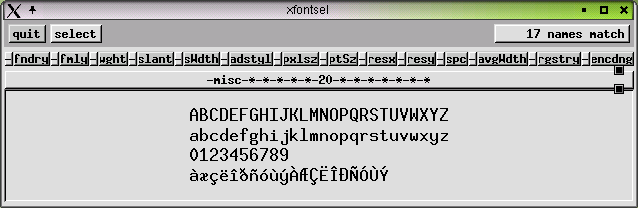
XLFD screenshot

La descripción de fuente lógica (XLFD) es un estándar de fuente utilizada por el Sistema de ventanas X (X Window System). Su objetivo es apoyar:
- Nombres de fuentes descriptivas únicas que soportan búsqueda sencilla de patrones.
- Múltiples proveedores de fuentes, juegos de caracteres y codificaciones arbitrarias.
- Denominación y creación de instancias de fuentes escalables y polimórficas.
- Transformaciones y subconjuntos de fuentes.
- Independencia del servidor X y las implementaciones del sistema operativo o archivo.
- Pareo o Sustitución arbitraria y compleja de fuente.
- Extensibilidad.

Una importante convención de XLFD, es hacer referencia a las fuentes individuales, incluyendo las variaciones que utilizan su nombre de fuente (FontName) único. Comprende una secuencia de catorce campos guion-prefijo campos X-registrados:
1. FOUNDRY: Type Foundry - vendedor o proveedor de esta fuente.
2. FAMILY_NAME: familia tipográfica.
3. WEIGHT_NAME: Peso del modelo.
4. SLANT: Inclinación (redonda, cursiva, oblicua, cursiva inversa, invertir oblicua, u "otros").
5. SETWIDTH_NAME: Anchura proporcional (por ejemplo, normal, condensada, estrecho, ampliada / doble ancho).
6. ADD_STYLE_NAME: Estilo adicional (por ejemplo, (Sans) Serif, Informal, adornada).
7. PIXEL_SIZE: Tamaño del tipo, en píxeles, 0 (cero) significa una fuente escalable.
8. POINT_SIZE: Tamaño del tipo, en décimas de puntos.
9. RESOLUTION_X: Resolución horizontal en puntos por pulgada (DPI), para el que se diseñó la fuente.
10. RESOLUTION_Y: Resolución vertical, en la DPI.
11. SPACING: Monoespaciado proporcional, o "tipo de letra monoespaciada".
12. AVERAGE_WIDTH: Anchura media de los tipos de esta fuente; 0 significa fuente escalable.
13. CHARSET_REGISTRY: Registro de la definición de este conjunto de tipos.
14. CHARSET_ENCODING: Esquema de codificación de registro de tipos para este conjunto.

El siguiente ejemplo es para una fuente Carta de 75 dpi y 12 puntos:
```
-bitstream-charter-medium-r-normal--12-120-75-75-p-68-iso8859-1[65 70 80_90]
```

(Que también informa a la fuente de la letra, que el cliente está solamente interesado en los tipos 65, 70 y 80 a 90.)